# Power Rangers
Power Rangers és una sèrie de televisió i franquícia estatunidenca de superherois, basada en la japonesa Super Sentai. L'any 2023, la sèrie va arribar a la 30a temporada. Es caracteritza per la renovació contínua dels actors principals que, a més, s'han distingit per la seva diversitat ètnica i de gènere.
20th Century Fox va estrenar dues pel·lícules sobre la sèrie: Mighty Morphin Power Rangers: The Movie (1995) i Turbo: A Power Rangers Movie (1997). Dues dècades després es va anunciar el projecte d'una nova saga de pel·lícules, però el fracàs comercial de la primera (Power Rangers, 2017), va provocar-ne la cancel·lació. El 2023, Netflix va llançar un nou film: Mighty Morphin Power Rangers: Once & Always, amb motiu del 30è aniversari de la franquícia.